# Bläsishof
Bläsishof, auch Bläsishöfe, ist ein Wohnplatz der Gemeinde Waldstetten im Ostalbkreis in Baden-Württemberg.

## Beschreibung
Der Ort mit drei Hausnummern liegt etwa zwei Kilometer südwestlich des Ortskerns von Waldstetten.
Der östliche der beiden Höfe liegt auf einer Anhöhe zwischen dem westlich liegenden Rechbach-Oberlauf Heckersbach und dem in ihn mündenden östlichen Laugenbach. Der andere Hof ist etwa 150 Meter nordwestlich von diesem, westlich des Heckersbaches.
Naturräumlich liegt der Ort im Rehgebirge, welches zum Vorland der östlichen Schwäbischen Alb zählt.

## Geschichte
Über die Geschichte des Ortes ist wenig bekannt.
Bis 1833 zählte der Hof zu Waldstetten und wurde dann nach Rechberg umgemeindet, was seit 1975 ein Stadtteil von Schwäbisch Gmünd ist. Im selben Jahr kam der Ort wieder zu Waldstetten.